# Владимир Јоковић
Владимир Јоковић (Плужине, 2. јануар 1967) је црногорски политичар и бивши каратиста, потпредсједник Владе Црне Горе задужен за економски систем и министар пољопривреде, шумарства и водопривреде, као и председник Социјалистичке народне партије Црне Горе.
Некадашњи је предсједник Карате савеза Црне Горе.

## Биографија
Владимир Јоковић рођен је у Плужинама, градићу на северозападу Црне Горе, у то време у саставу Социјалистичке Републике Црне Горе и СФР Југославије. Завршио је основну и Електротехничку школу у Никшићу. Ожењен је и има две ћерке и сина.

### Спортска каријера
Представљао је СР Југославију у каратеу од 1991. до 2000. године и освајач је многих награда. Један је од најпознатијих мајстора каратеа из Црне Горе. Има четврти Дан црни појас у каратеу и победник је више националних првенстава Србије и Црне Горе и региона на Балкану у каратеу. У мају 2017. године Јоковић је постао председник Црногорске карате федерације.

### Политика
Након оставке председника Социјалистичке народне партије Срђана Милића након 11 година вођења странке због катастрофално лошег резултата на парламентарним изборима 2016. године. Јоковић, подржан од страначке фракције коју предводи бивши предсједник посланичког клуба странке Александар Дамјановић и актуелни градоначелник Берана Драгослав Шћекић, изненађујуће је изабран за предсједника странке на осмом конгресу СНП-а одржаном 13. августа 2017. године, испред фаворизоване Снежане Јонице, уз подршку фракција блиских бившем лидеру странке Милићу.